# 鳳翔府

陝西省の鳳翔府の位置（1820年）

鳳翔府（ほうしょうふ）は、中国にかつて存在した府。唐代から民国初年にかけて、現在の陝西省宝鶏市一帯に設置された。

## 概要
618年（武徳元年）、唐により隋の扶風郡が岐州と改められた。742年（天宝元年）、岐州は扶風郡と改称された。757年（至徳2載）、扶風郡は鳳翔府と改められた。鳳翔府は関内道に属し、天興・扶風・岐山・郿・虢・宝鶏・麟遊・普潤・盩厔の9県を管轄した。
北宋のとき、鳳翔府は秦鳳路に属し、天興・扶風・岐山・郿・虢・宝鶏・麟遊・普潤・盩厔の9県と司竹監を管轄した。
1130年（天会8年）、金が鳳翔府を降した。鳳翔府は鳳翔路に属し、鳳翔・扶風・岐山・郿・虢・宝鶏・麟遊・普潤・盩厔の9県と岐陽・馬跡・陽平・武城の4鎮を管轄した。1231年（正大8年）、鳳翔府はモンゴル帝国に占領された。
元のとき、鳳翔府は陝西等処行中書省に属し、鳳翔・岐山・宝鶏・扶風・麟遊の5県を管轄した。
明のとき、鳳翔府は陝西省に属し、直属の鳳翔・岐山・宝鶏・扶風・郿・麟遊・汧陽の7県と隴州を管轄した。
清のとき、鳳翔府は陝西省に属し、鳳翔・岐山・宝鶏・扶風・郿・麟遊・汧陽・隴州の1州7県を管轄した。
1913年、中華民国により鳳翔府は廃止された。